# Juraj Tóth
| 20664 Senec          | 31 ottobre 1999  |
| 21802 Svoreň         | 6 ottobre 1999   |
| 29824 Kalmančok      | 23 febbraio 1999 |
| 59389 Oskarvonmiller | 24 marzo 1999    |
| 67019 Hlohovec       | 13 dicembre 1999 |
| 121336 Žiarnadhronom | 6 ottobre 1999   |

Juraj Tóth (Bratislava, 25 marzo 1975) è un astronomo slovacco.
È professore di astronomia all'Università Comenio di Bratislava.
Il Minor Planet Center gli accredita la scoperta di 16 asteroidi, effettuate tra il 1998 e il 2001, tutte in collaborazione con altri scopritori, Adrián Galád, Dušan Kalmančok e Leonard Kornoš.
Gli è stato dedicato l'asteroide 24976 Jurajtoth.